# Myrna Fahey
Pour les articles homonymes, voir Fahey.

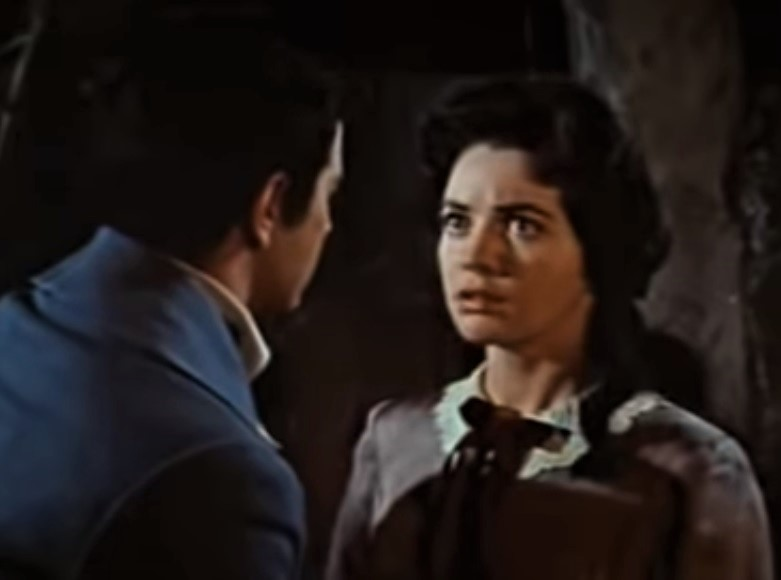
Avec Mark Damon de dos, dans La Chute de la maison Usher (1960).

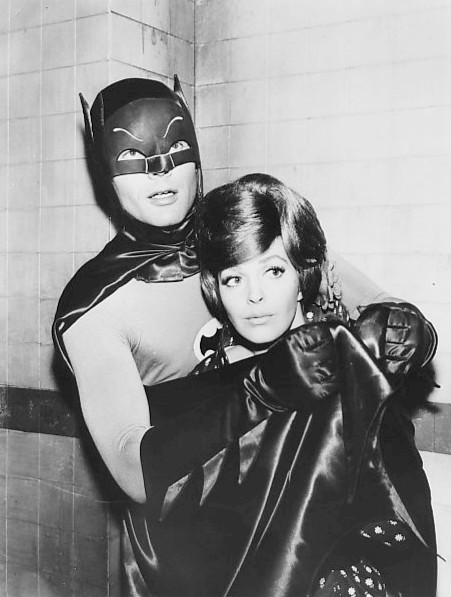
Avec Adam West, dans la série Batman, épisodes Faux Frères et Le faux masque se démasque (1966).

Myrna Elisabeth Fahey, née le 12 mars 1933 à Carmel (Maine) et morte le 6 mai 1973 à Santa Monica (Californie), est une actrice américaine.

## Biographie
Au cinéma, Myrna Fahey contribue à seulement huit films américains, depuis La Peur au ventre de Stuart Heisler (1955, avec Jack Palance et Shelley Winters) jusqu'à La Chute de la maison Usher de Roger Corman (1960, avec Vincent Price et Mark Damon), en passant par le western Le Salaire de la haine de Paul Wendkos (1959, avec Fred MacMurray et Alan Baxter) et Du sang en première page de Clifford Odets (1959, avec Rita Hayworth et Anthony Franciosa).
À la télévision américaine, outre deux téléfilms, elle apparaît dans quarante-quatre séries (notamment de western) entre 1954 et 1971, dont Zorro (quatre épisodes, 1958), Perry Mason (quatre épisodes, 1960-1966) et Peyton Place (trois épisodes, 1969).
Myrna Fahey meurt prématurément à 40 ans, en 1973, des suites d'un cancer.

## Filmographie

### Cinéma (intégrale)
- 1955 : La Peur au ventre (I Died a Thousand Times) de Stuart Heisler : Margie
- 1957 : Amour frénétique (Loving You) d'Hal Kanter : la troisième demandeuse d'autographe
- 1957 : Un seul amour (Jeanne Eagels) de George Sidney : une jeune femme
- 1958 : Lueur dans la forêt (The Light in the Forest) d'Herschel Daugherty : Hannah Moore
- 1959 : Mirage de la vie (Imitation of Life) de Douglas Sirk : Iris Dawn
- 1959 : Le Salaire de la haine (Face of a Fugitive) de Paul Wendkos : Janet Hawthorne
- 1959 : Du sang en première page (The Story on Page One) de Clifford Odets : Alice
- 1960 : La Chute de la maison Usher (House of Usher) de Roger Corman : Madeline Usher

### Télévision (sélection)
(séries, sauf mention contraire)
- 1958 : Gunsmoke ou Police des plaines (Gunsmoke ou Marshal Dillon), saison 3, épisode 33 Innocent Broad de John Rich : Linda Bell
- 1958 : Les Aventures de Superman (The Adventures of Superman), saison 6, épisode 13 All That Glitters de George Reeves : Mlle Dunn
- 1958 : Zorro, saison 1, épisode 14 L'Ombre d'un doute (Shadow of Doubt) de Robert Stevenson, épisode 15 Garcia est accusé (Garcia Stands Accused) de Robert Stevenson, épisode 16 Esclaves de l'aigle noir (Slaves of the Eagles) de Robert Stevenson, et épisode 31 L'Homme au fouet (The Man with the Whisp) de Charles Lamont : Maria Crespo
- 1958-1963 : 77 Sunset Strip
  - Saison 1, épisode 3 A Nice Social Evening (1958 : une des participantes au salon de dames) de Stuart Heisler et épisode 18 Conspiracy of Silence (1959 : Helen Charles) de Charles F. Haas
  - Saison 2, épisode 19 Who Killed Cock Robins (1960) : Lynn Wells
  - Saison 3, épisode 15 The Dresden Doll (1960) : Dolly Stewart
  - Saison 5, épisode 18 The Night Was Six Years Long (1963) de George Waggner : Janie Maynor Benton
  - 1959 : Les Aventuriers du Far West (Death Valley Days), saison 7, épisode 31 Half a Loaf de Reginald Le Borg : Helen
- 1959 : Dobie Gillis (The Many Loves of Dobie Gillis), épisode pilote : la deuxième fille derrière la clôture
- 1959-1960 : Maverick
  - Saison 2, épisode 19 Duel at Sundown (1959) d'Arthur Lubin : Susie
  - Saison 3, épisode 22 A Flock of Trouble (1960) d'Arthur Lubin : Dee Cooper
  - Saison 4, épisode 6 Mano Nera (1960) de Reginald Le Borg : Carla Marchese
- 1960 : Bonanza, saison 2, épisode 9 La Chasse aux loups (Breed of Violence) de John Florea : Dolly Kincaid
- 1960 : Thriller, saison 1, épisode 9 Le Secret de la mariée (Girl with a Secret) de Mitchell Leisen : Alice Page
- 1960-1964 : La Grande Caravane (Wagon Train)
  - Saison 4, épisode 10 The Jane Hawkins Story (1960) de R. G. Springsteen : Jane Hawkins
  - Saison 7, épisode 22 The Melanie Craig Story (1964) de Joseph Pevney : Melanie Craig
- 1960-1966 : Perry Mason
  - Saison 3, épisode 21 The Case of the Nimble Nephew (1960) de Richard Kinon : Lydia Logan
  - Saison 4, épisode 24 The Case of the Violent Vest (1961) de Lewis Allen : Grace Halley
  - Saison 8, épisode 26 The Case of the Gambling Lady (1965) de Richard Donner : Myrna Warren
  - Saison 9, épisode 16 The Case of the Midnight Howler (1966) de Jesse Hibbs : Holly Andrews
- 1961 : Échec et Mat (Checkmate), saison 1, épisode 26 Jungle Cast de Ted Post : Marylu Kayes
- 1961-1962 : Le Père de la mariée (en) (Father of the Bride), saison unique, 34 épisodes (intégrale) : Katherine Kay Banks
- 1962 : Laramie, saison 4, épisode 6 Lost Allegiance de Joseph Kane : Sharon Helford
- 1964-1965 : Haute Tension (Kraft Suspence Theatre), saison 2, épisode 11 The Wine-Dark Sea (1964 : Honora Malone) d'Elliot Silverstein et épisode 19 Nobody Will Ever Know (1965 : Janet Jan Banning() de Don Weis
- 1965 : Daniel Boone, saison 1, épisode 19 The Price of Friendship de John English : Sara
- 1965 : Laredo, saison 1, épisode 5 Three's Company de Bernard McEveety : Emily Henderson
- 1966 : Batman, saison 1, épisode 17 Faux Frères (True or False Face) et épisode 18 Le faux masque se démasque (Holy Rat Race) de William A. Graham : Blaze
- 1967 : Au cœur du temps (The Time Tunnel), saison unique, épisode 20 Les Trompettes de Jericho (The Walls of Jericho) de Nathan Juran : Rahab
- 1969 : Peyton Place, épisodes 43, 45 et 46 (sans titres) : Jennifer Ivers
- 1971 : Docteur Marcus Welby (Marcus Welby, M.D.), saison 3, épisode 11 Best Is Yet to Be de Bruce Kessler
- 1973 : The Great American Beauty Contest de Robert Day (téléfilm) : la chaperon de Miss Utah